# Syväjärvi (sjö i Finland, Mellersta Finland)
Syväjärvi är en sjö i Finland. Den ligger i kommunen Jämsä i landskapet Mellersta Finland, i den södra delen av landet, 170 km norr om huvudstaden Helsingfors. Syväjärvi ligger 91,8 meter över havet. I omgivningarna runt Syväjärvi växer i huvudsak blandskog. Arean är 1,38 kvadratkilometer och strandlinjen är 9,83 kilometer lång. Sjön  ingår i Kumo älvs huvudavrinningsområde. 
I övrigt finns följande i Syväjärvi:
- Istunnaissaari (en ö)